# Amiibo
Amiibo (japonês: アミーボ, Hepburn: Amībo, estilizado como amiibo) é uma plataforma de brinquedos que utilizam comunicação sem fio e protocolo de armazenamento de dados, projetado pela Nintendo para utilização nas plataformas Nintendo 3DS, Wii U e Nintendo Switch. Os Amiibos foram lançados em novembro de 2014, na forma de atualizações de software do sistema e uma série de figuras que funcionam de forma e funcionamento similares à séries Skylanders e Disney Infinity, e foi previamente anunciada para eventualmente acomodar jogos de cartas. Estas figuras utilizam a tecnologia Near Field Communication (NFC ou comunicação por campo de proximidade) para interagir como suporte aos jogos, potencialmente permitindo que os dados sejam transferidos dentro e fora dos jogos e também em múltiplas plataformas.
As figuras podem ser utilizadas diretamente no Wii U Gamepad e na tela inferior do New Nintendo 3DS, já nos demais modelos do Nintendo 3DS será necessário a utilização de um adaptador NFC vendido separadamente. Em setembro de 2016, a Nintendo informou que 39 milhões de brinquedos Amiibo haviam sido vendidos, juntamente com mais de 30 milhões de cartões Amiibo.

## Desenvolvimento e história
Toys for Bob e sua controladora Activision tinham oferecido uma oportunidade a Nintendo para ser um parceiro em uma nova franquia de jogos de vídeo conhecido como Skylanders, que usaria figuras de personagens equipados com RFID e um componente especial para interagir com o próprio jogo, e que pode armazenar dados sobre a própria figura, como estatísticas do personagem correspondente. Enquanto a Nintendo passou sobre o acordo, a franquia tornou-se rapidamente uma das franquias mais bem sucedidas da Activison após o seu lançamento como um spin-off da série Spyro the Dragon, e também resultou na concorrência com a Disney Interactive Studios, que iria lançar um jogo com um conceito semelhante conhecido como Disney Infinity em 2013.
Em março de 2013, a Nintendo revelou Pokémon Rumble U, primeiro jogo para Wii U para utilizar o suporte a comunicação por campo de proximidade do gamepad do Wii U para permitir o uso de figuras interativas. Durante uma assembleia de investidores em maio de 2014, a Nintendo apresentou um protótipo de uma plataforma de figuras para seus plataformas  3DS e Wii U, que foi projetado para que as figuras possam ser utilizadas em diversos jogos. O novo sistema recebeu o codinome NFP, estando para tanto "Nintendo Figurine Platform" ou "NFC Featured Platform", e foi programado para ser apresentado oficialmente durante a E3. Em 10 de junho de 2014 durante a sua apresentação na E3, a Nintendo anunciou oficialmente o Amiibo, e que Super Smash Bros. para Nintendo 3DS e Wii U seriam uns dos primeiros jogos a utilizar os recursos de integração com figuras Amiibo's.
Na primeira leva de figuras de Amiibos foram lançados em novembro de 2014. Uma série de figuras com defeitos da primeira leva de Amiibos foram descobertas e vendidas por preços elevados, como uma estatueta de Samus Aran que tinha canhões em ambos os braços em vez de um que está sendo vendido no eBay por US$ 2500, enquanto um defeito da Princesa Peach com as pernas desaparecidas foi vendido por US$ 25100.

## Jogos suportados
Cada figura Amiibo corresponde a um jogo específico; o jogo correspondente da figura recebe o acesso ao espaço de armazenamento na figura para o armazenamento de dados que podem ser guardadas para uso futuro. Outros jogos compatíveis serão capazes de reconhecer a figura em uma só de leitura da base; por exemplo, algumas figuras podem ser reconhecidas no Mario Kart 8 para desbloquear roupas alternativas para os Mii's ou em Hyrule Warriors para diversos bônus, mas apenas em Super Smash Bros. para Nintendo 3DS e Wii U pode armazenar dados para a própria figura. Existem jogos de Wii U e 3DS que podem receber atualizações que lhes permitam reconhecer figuras Amiibo.
| - Ace Combat: Assault Horizon Legacy Plus - Animal Crossing: Happy Home Designer - Animal Crossing: New Leaf - Chibi-Robo!: Zip Lash - Code Name: S.T.E.A.M. - Fire Emblem Fates - Hyrule Warriors Legends - Katachi Shin Hakken! Rittai Picross 2 - Kirby: Planet Robobot - Mario & Luigi: Paper Jam - Mario & Sonic at the Rio 2016 Olympic Games - Mario Party: The Top 100 - Mario Sports Superstars - Mega Man: Legacy Collection - Metroid: Samus Returns - Metroid Prime: Federation Force - Miitopia - Mini Mario & Friends: amiibo Challenge - Monster Hunter Stories - New Style Boutique 2 - One Piece: Super Grand Battle X - Picross 3D: Round 2 - Poochy & Yoshi's Woolly World - Shovel Knight - Skylanders SuperChargers - Super Smash Bros. for Nintendo 3DS - Teddy Together - Xenoblade Chronicles 3D | - Bayonetta 2 - Dark Souls - Fire Emblem Warriors - The Legend of Zelda: Breath of the Wild - Mario + Rabbids Kingdom Battle - Mario Kart 8 Deluxe - Mega Man Legacy Collection 1 - Mega Man Legacy Collection 2 - Pokkén Tournament DX - Splatoon 2 - Super Mario Odyssey - Skyrim | - Amiibo Tap: Nintendo's Greatest Bits - Animal Crossing: Amiibo Festival - Captain Toad: Treasure Tracker - Hyrule Warriors - Hive Jump - Kirby and the Rainbow Curse - Mario & Sonic at the Rio 2016 Olympic Games - Mario Kart 8 - Mario Party 10 - Mario Tennis: Ultra Smash - Mini Mario & Friends: Amiibo Challenge - Pokkén Tournament - Shovel Knight - Skylanders SuperChargers - Splatoon - Star Fox Guard - Star Fox Zero - Super Mario Maker - Super Smash Bros. for Wii U - The Legend of Zelda: Breath of the Wild - The Legend of Zelda: Twilight Princess HD - Yoshi's Woolly World |

## Lista de figuras
A primeira leva de Amiibo's foi lançada na América do Norte em 21 de novembro de 2014 e na Europa em 28 novembro de 2014, sob a forma de figuras de personagens.
| Personagem      | De                   | Data de lançamento                                                               |
| --------------- | -------------------- | -------------------------------------------------------------------------------- |
| Mario           | Super Mario          | 21 de novembro de 2014                                                           |
| Peach           | Super Mario          | 21 de novembro de 2014                                                           |
| Yoshi           | Yoshi                | 21 de novembro de 2014                                                           |
| Donkey Kong     | Donkey Kong          | 21 de novembro de 2014                                                           |
| Link            | The Legend of Zelda  | 21 de novembro de 2014                                                           |
| Fox             | Star Fox             | 21 de novembro de 2014                                                           |
| Samus Aran      | Metroid              | 21 de novembro de 2014                                                           |
| Wii Fit Trainer | Wii Fit              | 21 de novembro de 2014                                                           |
| Villager        | Animal Crossing      | 21 de novembro de 2014                                                           |
| Pikachu         | Pokémon              | 21 de novembro de 2014                                                           |
| Kirby           | Kirby                | 21 de novembro de 2014                                                           |
| Marth           | Fire Emblem          | 21 de novembro de 2014                                                           |
| Zelda           | The Legend of Zelda  | 14 de dezembro de 2014                                                           |
| Diddy Kong      | Donkey Kong          | 14 de dezembro de 2014                                                           |
| Luigi           | Super Mario          | 14 de dezembro de 2014                                                           |
| Little Mac      | Punch-Out!!          | 14 de dezembro de 2014                                                           |
| Captain Falcon  | F-Zero               | 14 de dezembro de 2014                                                           |
| Pit             | Kid Icarus           | 14 de dezembro de 2014                                                           |
| Rosalina e Luma | Super Mario Galaxy   | 22 de janeiro de 2015 (JP) Fevereiro de 2015 (NA) (exclusivo de Target)          |
| Bowser          | Super Mario          | 22 de janeiro de 2015 (JP) Fevereiro de 2015 (NA)                                |
| Lucario         | Pokémon              | 22 de janeiro de 2015 (JP) Fevereiro de 2015 (NA) (exclusivo de Toys R Us)       |
| Toon Link       | The Legend of Zelda  | 22 de janeiro de 2015 (JP) Fevereiro de 2015 (NA)                                |
| Sheik           | The Legend of Zelda  | 22 de janeiro de 2015 (JP) Fevereiro de 2015 (NA)                                |
| King Dedede     | Kirby                | 22 de janeiro de 2015 (JP) Fevereiro de 2015 (NA)                                |
| Meta Knight     | Kirby                | 22 de janeiro de 2015 (JP) Fevereiro de 2015 (NA) (exclusivo de Best Buy)        |
| Ike             | Fire Emblem          | 22 de janeiro de 2015 (JP) Fevereiro de 2015 (NA)                                |
| Shulk           | Xenoblade Chronicles | Fevereiro de 2015 (JP) Fevereiro de 2015 (NA) (exclusivo de Gamestop e EB Games) |
| Sonic           | Sonic the Hedgehog   | Fevereiro de 2015 (JP) Fevereiro de 2015 (NA)                                    |
| Mega Man        | Mega Man             | Fevereiro de 2015 (JP) Fevereiro de 2015 (NA)                                    |
| Robin           | Fire Emblem          |                                                                                  |
| Lucina          | Fire Emblem          |                                                                                  |
| Charizard       | Pokémon              |                                                                                  |
| Wario           | Wario                |                                                                                  |
| Ness            | EarthBound           |                                                                                  |
| Pac-man         | Pac-man              |                                                                                  |